# 브레누 보르지스
브레누 비니시우스 호드리게스 보르지스(Breno Vinicius Rodrigues Borges, 1989년 10월 13일 크루제이루 ~ )는 흔히 브레누(Breno)라는 이름으로 알려져 있는 브라질의 축구 선수로, 현재 CR 바스쿠 다 가마에서 센터백으로 활약하고 있다.

## 클럽 경력

### 상파울루 FC
브레누는 상파울루 FC와 2007년 7월에 프로 계약을 맺으며 데뷔하였다. 그는 2008년 하계 올림픽에서 브라질 U-23 대표로 참여하였다.

### FC 바이에른 뮌헨
2007년 12월, 브레누는 FC 바이에른 뮌헨과 €12M의 바이아웃에 4년 반 계약을 체결하였다. 바이에른 뮌헨 외에도 레알 마드리드 CF, AC 밀란, 유벤투스 FC, ACF 피오렌티나도 이 브라질 신성을 영입하는데 경쟁하였다. 그러나, 브레누는 레알 마드리드 CF가 연령 확인을 위해 뼈검사를 하기로 하자, 레알 마드리드의 제안을 무시하였다.
브레누는 전 FC 바이에른 뮌헨의 브라질인 선수 지오바니 에우베르로부터 추천을 받았고, 그는 나중에 그의 조국, 브라질에서 스카우트로 일하였다.
그는 RSC 안데를레흐트와의 UEFA 컵 토너먼트에서 데뷔를 치루었다. 이 경기는 1-2 패배로 끝났다.
2008년 5월 27일, 올리버 칸의 은퇴 경기상대는 인도의 모훈 바간 AC였는데, 이 경기에서 모훈의 선수 브란코 카르도소와 언쟁을 벌이다 두 선수 동시에 퇴장을 당하였다.

### 1. FC 뉘른베르크
2년동안 FC 바이에른 뮌헨에서 22경기 출장에 그친 뒤, 2009년 12월 31일에 1. FC 뉘른베르크로의 임대가 확정되었다. 2010년 3월 7일, 그는 십자 인대 부상을 당하였고, 바이에른 뮌헨 복귀 이후 2010-11 시즌의 가을까지도 출장하지 못하였다.

### FC 바이에른 뮌헨 복귀
2010년 11월 14일, 브레누는 1군 경기에 복귀하였고, 그가 6개월 임대를 갔었던 1. FC 뉘른베르크전에 출장하여, 3-0 승리를 도왔다. 이 브라질인은 독일 축구 국가대표팀에서 활약하는 홀거 바트슈투버의 백업으로 쓰이고 있다. 2011년 3월 5일, 1-3패배로 끝난 하노버 96 원정경기에서, 그는 라르스 슈틴들과의 논쟁 이후 퇴장당하였다.

## 사생활
브레누는 아내 헤나타 사이에 아들을 한명 두고 있으며, 이전에 맺은 관계로부터 두 아이를 더 두고 있다.

### 체포
2011년 9월 24일 브레누는 뮌헨 대검찰에 의해 "심각한 방화범"으로 의심되어 체포되었다. 브레누가 방화범으로 의심된 이유는 수상한 불꽃으로 빌라가 완전히 소각되었기 때문이었다.
빌라에 가해진 피해는 €1.5M 정도로 책정되었다. FC 바이에른 뮌헨 구단측은 이 체포에 대해서 아무런 반응도 보이지 않았다. 클럽 관계자들은 부상으로 인한 자신감 위축과 겹쳐 은퇴로 이어질 것임을 예상하고, 이를 막기 위해 정신과 의사의 도움을 받도록 하였다. 2011년 10월 6일, 그는 보석으로 풀려났다. 그리고 2012년 4월 11일 독일 검찰은 브레누를 기소했으며 같은 해 7월 4일 징역 3년 9개월을 선고받았다. 이후 독일 법원은 그의 형기가 끝나면 브라질로 강제 추방할 것이라고 밝혔다. 2013년 1월 그의 변호사는 브레누를 수감되게 한 이번 사건의 원인이 그가 잠재적으로 위험한 약물의 영향에 있어서라고 말한 뒤에 브레누는 감형을 요청했으나 그의 상황이 법의 오류로 일어난 것이 아니기 때문에 독일 연방 법원은 이를 기각했다.
2013년 5월 뮌헨의 회장 카를하인츠 루메니게는 브라질 축구 협회의 방치의 예로 그를 꼽았다. 루메니게에서 있어서 브라질인들이 단치와 루이스 구스타부가 2013년 FIFA 컨페더레이션스컵에서 뛰기 위해 빼낼려고 하는 반면에 이 수비수는 버려졌다고 말했다.
2013년 8월 19일 출소한 그는 징역으로 긴 기간 동안의 공백이 생겼고 이 공백기를 극복하지 못해 선수로는 완전히 은퇴했으며 전 소속팀 FC 바이에른 뮌헨 U-23의 트레이너를 맡고 있다.

## 수상
상파울루 FC
- 브라질 세리에 A: 2007

FC 바이에른 뮌헨
- 푸스볼-분데스리가: 2007-08
- DFB-포칼: 2007-08

개인
- 불라 지 프라타: 2007